# Calipatria
Calipatria is een plaats in Imperial County in Californië in de VS. De oude naam voor de plaats is Date City, niet te verwarren met het huidige Date City, die ook in de staat Californië is gelegen.

## Geografie
Calipatria bevindt zich op 33°7′34″noorderbreedte, 115°30′45″westerlengte. De totale oppervlakte bedraagt 9,6 km² (3,7 mijl²), wat allemaal land is.
De plaats ligt 56 meter (184 voet) onder zeeniveau en is hiermee de laagstgelegen plaats in het westelijk halfrond.

## Demografie
Volgens de census van 2000 bedroeg de bevolkingsdichtheid 758,6/km² (1965,8/mijl²) en bedroeg het totale bevolkingsaantal 7289 als volgt onderverdeeld naar etniciteit:
- 32,39% blanken
- 21,32% zwarten of Afrikaanse Amerikanen
- 0,73% inheemse Amerikanen
- 0,63% Aziaten
- 0,03% mensen afkomstig van eilanden in de Grote Oceaan
- 42,65% andere
- 2,25% twee of meer rassen
- 57,35% Spaans of Latino

Er waren 899 gezinnen en 756 families in Calipatria. De gemiddelde gezinsgrootte bedroeg 3,55.

## Zustersteden
- Jericho, Palestina

## Plaatsen in de nabije omgeving
De onderstaande figuur toont nabijgelegen plaatsen in een straal van 40 km rond Calipatria.